# Kesselaid
Kesselaid, Kessulaid ili Kessu (njem. Schildau) je estonski otok u Baltičkom moru, u tjesnacu Suur koji se proteže između otoka Muhu (3,4 km) i estonske obale (4 km). Površina otoka je 1,7 km², najviši vrh visok je 15,6 metara. Na otoku živi 4 stanovnika. Od 1938. godine stijene visoke 7 do 8 metara na Kesselaidu su prirodni rezervat.

## Vanjske poveznice
- Informacije o otoku  Arhivirana inačica izvorne stranice od 5. prosinca 2008. (Wayback Machine)

### Ostali projekti
|  | Zajednički poslužitelj ima još gradiva o temi Kesselaid |